# Diossogo
Diossogo, également appelé Diossogou, est une commune rurale située dans le département d'Orodara de la province de Kénédougou dans la région des Hauts-Bassins au Burkina Faso.

## Géographie
Diossogo est située à 4,5 km au nord de Diéri et de la route nationale 8 et à 11 km au nord-ouest d'Orodara.

## Santé et éducation
Le centre de soins le plus proche de Diossogo est le centre de santé et de promotion sociale (CSPS) de Diéri.